# Аб-Сарафт
Аб-Сарафт (перс. اب سرفت) — село в Ірані, у дегестані Газарпей-є Джонубі, у Центральному бахші, шагрестані Амоль остану Мазендеран. За даними перепису 2006 року, його населення становило 192 особи, що проживали у складі 52 сімей.

## Клімат
Середня річна температура становить 17,26 °C, середня максимальна – 31,58 °C, а середня мінімальна – 4,30 °C. Середня річна кількість опадів – 886 мм.
| Клімат поселення                              | Клімат поселення | Клімат поселення | Клімат поселення | Клімат поселення | Клімат поселення | Клімат поселення | Клімат поселення | Клімат поселення | Клімат поселення | Клімат поселення | Клімат поселення | Клімат поселення | Клімат поселення |
| Показник                                      | Січ.             | Лют.             | Бер.             | Квіт.            | Трав.            | Черв.            | Лип.             | Серп.            | Вер.             | Жовт.            | Лист.            | Груд.            |                  |
| Середній максимум, °C                         | 11,14            | 11,37            | 14,54            | 20,47            | 24,13            | 27,62            | 31,19            | 31,58            | 28,80            | 23,82            | 18,51            | 14,28            |                  |
| Середня температура, °C                       | 7,72             | 7,96             | 11,12            | 17,07            | 20,71            | 24,21            | 26,20            | 26,59            | 23,81            | 18,83            | 13,53            | 9,30             |                  |
| Середній мінімум, °C                          | 4,32             | 4,54             | 7,71             | 13,65            | 17,30            | 20,81            | 21,20            | 21,62            | 18,83            | 13,85            | 8,54             | 4,30             |                  |
| Норма опадів, мм                              | 94               | 71               | 62               | 30               | 26               | 24               | 23               | 52               | 97               | 157              | 132              | 118              |                  |
| Середньомісячна швидкість вітру, м/с          | 2.00             | 2.46             | 2.50             | 2.43             | 2.40             | 2.75             | 2.65             | 2.12             | 2.00             | 1.92             | 1.98             | 2.12             |                  |
| Середньомісячна сонячна радіація, кДж/м²·день | 8282             | 10417            | 12452            | 15779            | 19917            | 21764            | 21622            | 18767            | 15335            | 11965            | 9553             | 7755             |                  |
| --------------------------------------------- | ---------------- | ---------------- | ---------------- | ---------------- | ---------------- | ---------------- | ---------------- | ---------------- | ---------------- | ---------------- | ---------------- | ---------------- | ---------------- |
| Джерело:                                      |                  |                  |                  |                  |                  |                  |                  |                  |                  |                  |                  |                  |                  |